# Serge von Bubnoff

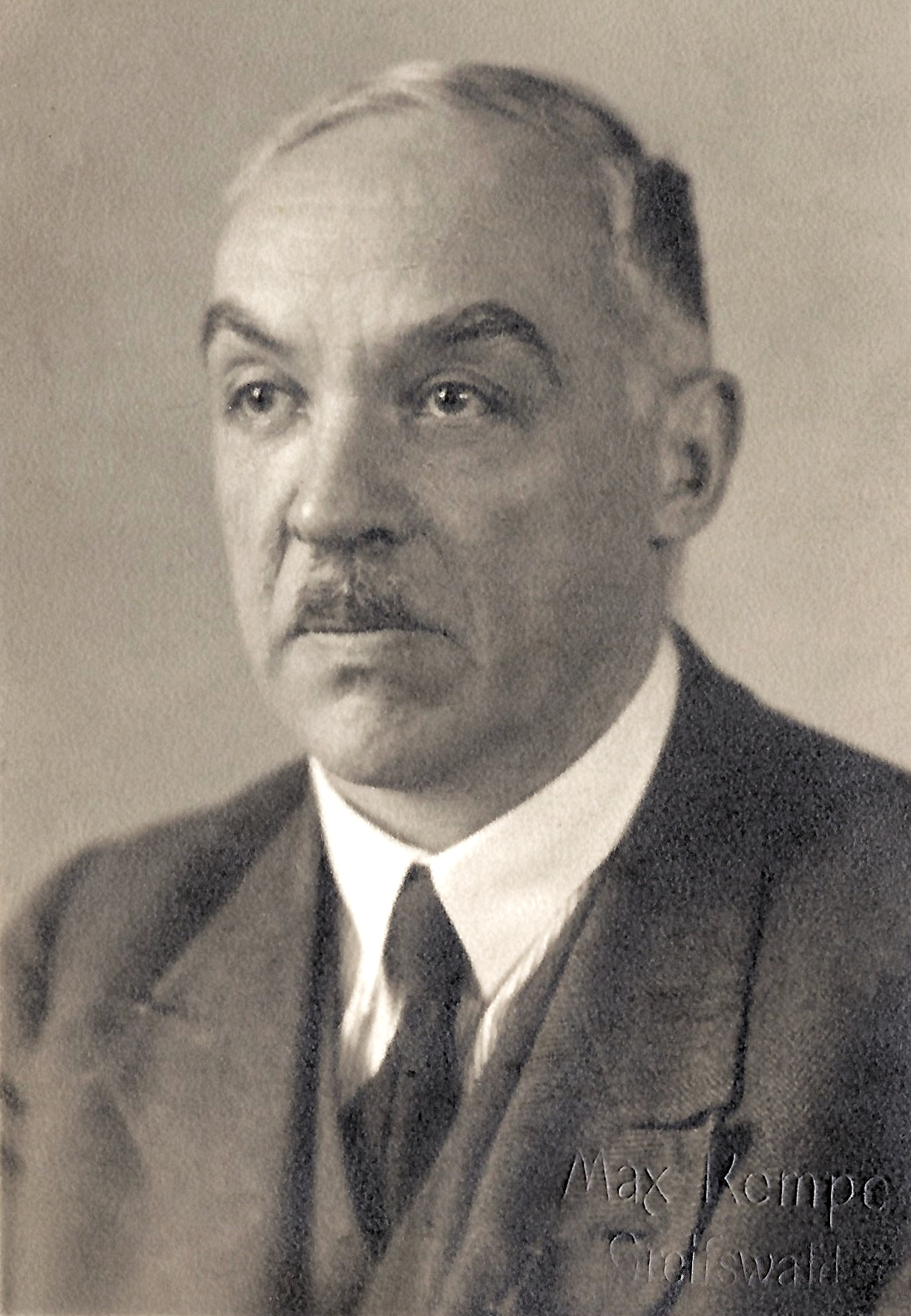
Serge von Bubnoff, ca. 1940–1945

Sergius Nikolajewitsch von Bubnoff (* 15. Juli 1888 in Sankt Petersburg; † 16. November 1957 in Ost-Berlin) war ein Geologe und Geotektoniker mit deutsch-baltischer Herkunft.
Bubnoff trug nach dem Ende des Zweiten Weltkrieges wesentlich zum Wiederaufbau der geologischen Forschung in Ostdeutschland bei. Er wirkte ab 1922 als Professor an der Universität Breslau, ab 1929 an der Universität Greifswald und ab 1950 an der Humboldt-Universität Berlin. Nach ihm benannt ist die Bubnoff-Einheit als Maßeinheit für die Geschwindigkeit geologischer Vorgänge.

## Leben
Serge von Bubnoff wurde 1888 in Sankt Petersburg geboren. Nach seinem Abitur in Sankt Petersburg übersiedelte die Familie 1906 nach Heidelberg. Auf Grund einer angeborenen Schwerhörigkeit wurde er von der Wehrpflicht befreit. Er studierte bis 1910 Geologie an der Universität Freiburg, an der er 1912 mit einer Arbeit über die Tektonik der Dinkelberge bei Basel promoviert wurde. Danach war er an der Freiburger Universität und an der in Freiburg ansässigen Badischen Geologischen Landesanstalt tätig. 1914 wechselte er an die Universität Heidelberg.
Mit einer Arbeit über die hercynischen Brüche im Schwarzwald habilitierte sich Serge von Bubnoff 1921 an der Universität Breslau, an der er ein Jahr später auch zum außerordentlichen Professor ernannt wurde. Im Jahr 1929 folgte er einem Ruf an die Universität Greifswald, wo er als Professor und Direktor des Geologisch-Paläontologischen Instituts fungierte. Nach dem Ende des Zweiten Weltkrieges und der Gründung der Deutschen Demokratischen Republik (DDR) wurde Bubnoff 1950 Professor und Direktor am Geologisch-Paläontologischen Institut der Humboldt-Universität Berlin. Darüber hinaus leitete er von 1950 bis 1957 das Geotektonische Institut der Deutschen Akademie der Wissenschaften zu Berlin.
Serge von Bubnoff starb 1957 im Alter von 69 Jahren in Berlin an den Folgen eines Herzinfarktes und wurde auf dem Friedhof der Evangelischen Brüdergemeine in Niesky beerdigt. Sein Nachlass befindet sich im Archiv der Berlin-Brandenburgischen Akademie der Wissenschaften.

## Familie
Serge von Bubnoff war der jüngste Sohn des russischen Arztes Nikolai Dementjewitsch von Bubnoff, der bereits ein Jahr später im Alter von 52 Jahren starb, und der deutschen Kaufmannstochter Marie Henriette geb. Türstig. Aufgrund seiner familiären Herkunft beherrschte er sowohl Russisch und Deutsch als Muttersprache.
Sein Vater wirkte als Regimentsarzt und Leibarzt des Prinzen Alexander von Oldenburg, seine Mutter als Gesellschafterin bei dessen Schwester Prinzessin Therese. Der acht Jahre ältere Bruder Nikolai Nikolajewitsch von Bubnoff lehrte Philosophie an der Universität Heidelberg.
Serge von Bubnoff war verheiratet und Vater von zwei Töchtern.

## Wissenschaftliches Wirken
Schwerpunkte der Forschung Serge von Bubnoffs waren die allgemeine, regionale und historische Geologie, die Geologie Europas sowie die Geomorphologie und Lagerstättenkunde. Er war wegbereitend für die Zyklentheorie der Gebirgsbildung und in der ersten Hälfte des 20. Jahrhunderts einer der renommiertesten deutschen Geologen.
Im August 1912 gehörte Serge von Bubnoff zu den 34 Gründungsmitgliedern der Paläontologischen Gesellschaft. Nach dem Zweiten Weltkrieg trug er wesentlich zum Wiederaufbau der geologischen Forschung in Ostdeutschland bei.

## Auszeichnungen
Serge von Bubnoff war ab 1935 Mitglied der Deutschen Akademie der Naturforscher Leopoldina sowie ab 1941 korrespondierendes Mitglied der Preußischen Akademie der Wissenschaften und ab 1949 ordentliches Mitglied von deren Nachfolgeinstitution, der Akademie der Wissenschaften der DDR. 1951 wurde er außerdem als korrespondierendes Mitglied in die Akademie der Wissenschaften zu Göttingen aufgenommen. Er erhielt darüber hinaus 1953 und 1955 den Nationalpreis der DDR sowie 1954 die Gustav-Steinmann-Medaille der Geologischen Vereinigung. Die Technische Hochschule Hannover verlieh ihm 1956 ein Ehrendoktorat. 1948 erhielt er die Leopold-von-Buch-Plakette.
Im Jahr nach seinem Tod stiftete die Geologische Gesellschaft der DDR, die ihn 1954 bereits zu ihrem Ehrenvorsitzenden ernannt hatte, die Serge-von-Bubnoff-Medaille. Diese wurde von der Deutschen Gesellschaft für Geowissenschaften übernommen und wird für ein „herausragendes Gesamtwerk auf nationalem oder internationalem geowissenschaftlichem Gebiet“ verliehen.
Zu Ehren von Serge von Bubnoff wurde die Bubnoff-Einheit (Bub) als Maß für die Geschwindigkeit der Sedimentation nach ihm benannt. Ein Bub (B) entspricht einem Millimeter pro 1000 Jahre oder einem Meter pro Jahrmillion. Zudem ist er Namensgeber für die Bubnoffnunatakker in der Antarktis.

## Schriften
- Die hercynischen Brüche im Schwarzwald, ihre Beziehung zur carbonischen Faltung und ihre Posthumität, Stuttgart, Schweizerbart 1921 (Phil. Hab.-Schr.), auch als Sonderabdruck in: Neues Jahrbuch für Mineralogie, Beilage Band 45.
- Deutschlands Steinkohlenfelder. Ein Ueberblick für Geologen, Bergleute und Wirtschaftler. Stuttgart 1926
- Grundprobleme der Geologie, eine Einführung in geologisches Denken. Berlin 1931
- Tabellen zur Einführung in die Palaeontologie der Wirbellosen für Anfänger. Greifswald 1935
- Geschichte und Bau des deutschen Bodens. Berlin 1936
- Einführung in die Erdgeschichte. Erster Teil: Voraussetzungen – Urzeit – Altzeit. Halle an der Saale 1941
- Einführung in die Erdgeschichte. Zweiter Teil: Mittelzeit – Neuzeit – Synthese. Halle an der Saale 1949
- Überblick über die Geologie Ostmecklenburgs (Vorpommerns) und seiner Grenzgebiete. Berlin 1949
- Fennosarmatia. Geologische Analyse des europäischen Kerngebietes. Berlin 1952